# Buzy (アルバム)
『Buzy』（ビズィー）は、アミューズに所属する日本の女性6人組ダンス＆ボーカルグループ Buzy の1作目のアルバム。2006年1月25日にIMPERIAL RECORDS（テイチクエンタテインメント）から発売。

## 概要
- Buzy がリリースしたすべてのシングル曲が収録されている。

## 曲目
全作曲・編曲:本間昭光
1. 鯨
作詞：新藤晴一
1stシングル。
2. 一人一途
作詞：新藤晴一
2ndシングル。
3. あなたを愛す私を愛す
作詞：浜崎貴司
Buzyの前身COLOR時代にリリースされたシングルの1曲。
4. コスモスの咲く頃に
作詞：渡辺なつみ
1stシングル『鯨』のカップリング。
5. パシオン
作詞：新藤晴一
4thシングル
6. リメイク
作詞：新藤晴一
COLOR時代に歌われた曲、シングル『翼がなくても』のカップリング。
7. 白い自転車
作詞：渡辺なつみ
8. Keep Silence
作詞：渡辺なつみ Rap：SSK from PaniCrew
9. Be Somewhere
作詞：新藤晴一
3rdシングル アニメ『ロックマンエグゼStream 』オープニングテーマ。
10. Rav&Business
作詞：新藤晴一
COLOR時代に歌われたCOLORのシングル曲。
11. Buzy
作詞：渡辺なつみ
12. アシタ晴レタラ
作詞：渡辺なつみ
3rdシングル『Be somewhere』のカップリング。

## 2011年・2021年の再発盤
2011年にシングルのカップリング曲とミュージックビデオが収録されたDVDを追加した上で再発（再発売）された。
また、2021年2月17日に同商品が廉価盤として再々発売された。型番はTECI-1726となっている。

### 追加された曲
なお、これらの曲は、「アシタ晴レタラ」の後に収録されている。
1. Venus Say... (Bonus Track)
作詞：新藤晴一、作曲・編曲：本間昭光
2. 水色の星 (Bonus Track)
作詞：渡辺なつみ、作曲・編曲：本間昭光
3. 泣きたい夜に聞きたい言葉 (Bonus Track)
作詞：新藤晴一、作曲・編曲：本間昭光
4. あんなにあのコの事を想ってる奴はいなかった (Bonus Track)
作詞：渡辺なつみ、作曲・編曲：本間昭光[1]

### DVD（ミュージッククリップ）
1. 鯨
2. 一人一途
3. Be Somewhere
4. パシオン